# Bliznak (Žagubica)
Pour l’article homonyme, voir Bliznak.
Bliznak (en serbe cyrillique : Близнак) est un village de Serbie situé dans la municipalité de Žagubica, district de Braničevo. Au recensement de 2011, il comptait 278 habitants.
Bliznak est un des plus petits villages de la région d'Homolje.

## Géographie
Bliznak est situé dans la petite vallée érosive de la Bliznačka  reka,  à l'extrémité méridionale des monts Gornjačke planine.

## Histoire
Bliznak conserve les vestiges d'une activité minière et métallurgique remontant à l'Antiquité et au Moyen Âge. Sur la colline de Hilendar, les archéologues ont mis au jour les vestiges d'une localité datant de l'âge du fer.

## Démographie

### Évolution historique de la population
| 1948 | 1953 | 1961 | 1971 | 1981 | 1991 | 2002 | 2011 |
| ---- | ---- | ---- | ---- | ---- | ---- | ---- | ---- |
| 721  | 747  | 693  | 611  | 526  | 464  | 361  | 278  |

|  |